# 대한제당
대한제당은 대한민국의 제당회사이다.

## 역사
- 1956년 대동제당을 설립하고.
- 1968년 한국증권거래소에 기업을 공개했다.
- 1969년 현명칭을 변경했으며.
- 1979년 인천사료공장을 준공하며 사료사업에 진출했다.
- 1991년 잠실사옥을 옮기는가 하면.
- 1995년 현재의 CI를 변경했다.
- 1996년 중국에 진출해 천진채홍 사료공장을 준공했고.
- 2001년 통합브랜드인 Foodream BI를 구축했다.

## 테마주
회사의 설원봉 전 대한제당 회장이 한덕수 총리 대통령 권한대행과 경기고등학교 동창이란 이유로 주식시장에서 한덕수 관련 테마주로 분류되어 있다.